# Victor Philippe Philipsen
Pour les articles homonymes, voir Philipsen.
Victor Philippe Philipsen, né le 2 janvier 1841 à La Rochelle et mort le 3 décembre 1907 à Lyon, est un peintre et dessinateur français.

## Biographie
Victor Philippe Philipsen était un élève de Édouard Pinel. 

## Expositions
- 1874- : Lyon
- 1886- : Salon des Artistes Français à Paris